# Comuna Berezova Luka, Hadeaci
Berezova Luka (în ucraineană Березова Лука) este o comună în raionul Hadeaci, regiunea Poltava, Ucraina, formată din satele Berezova Luka (reședința), Lîhopillea și Meleșkî.

## Demografie
Componența lingvistică a comunei Berezova Luka
     Ucraineană (98,5%)
     Rusă (1,5%)
Conform recensământului din 2001, majoritatea populației comunei Berezova Luka era vorbitoare de ucraineană (98,5%), existând în minoritate și vorbitori de rusă (1,5%).